# Alpsko skijanje na ZOI 2006.
Na XX. Zimskim olimpijskim igrama natjecalo se u deset utrka u alpskom skijanju. Sedam od deset utrka održalo se u Sestriereu (100 km zapadno od Torina) na tri različite skijaške staze.

## Tablica medalja
| Mjesto | Država    | Zlato | Srebro | Bronca | Ukupno |
| 1.     | Austrija  | 4     | 5      | 5      | 14     |
| 2.     | SAD       | 2     | -      | -      | 2      |
| 3.     | Hrvatska  | 1     | 2      | -      | 3      |
| 4.     | Švedska   | 1     | -      | 3      | 4      |
| 5.     | Francuska | 1     | 1      | -      | 2      |
| 6.     | Norveška  | 1     | -      | -      | 1      |
| 7.     | Švicarska | -     | 1      | 2      | 3      |
| 8.     | Finska    | -     | 1      | -      | 1      |
| ------ | --------- | ----- | ------ | ------ | ------ |

## Muškarci

### Spust
| Mjesto | Država      | Sportaš             | Vrijeme     |
| ------ | ----------- | ------------------- | ----------- |
| 1.     | Francuska   | Antoine Dénériaz    | 1:48,80 min |
| 2.     | Austrija    | Michael Walchhofer  | 1:49,52 min |
| 3.     | Švicarska   | Bruno Kernen        | 1:49,82 min |
| 4.     | Norveška    | Kjetil André Aamodt | 1:49,88 min |
| 5.     | SAD         | Bode Miller         | 1:49,93 min |
| 6.     | Austrija    | Hermann Maier       | 1:50,00 min |
| 7.     | Lihtenštajn | Marco Büchel        | 1:50,01 min |
| 8.     | Austrija    | Fritz Strobl        | 1:50,12 min |

Datum: 12. veljače 2006., 12:00 h 

Staza: Kandahar Banchetta 

Start: 2800 m nadmorske visine 

Cilj: 1886 m nadmorske visine 

Visinska razlika: 914 m 

Dužina staze: 3299 m 

Startalo je 55 skijaša od kojih je 53 završilo utrku.

### Super-G
| Mjesto | Država      | Sportaš             | Vrijeme     |
| ------ | ----------- | ------------------- | ----------- |
| 1.     | Norveška    | Kjetil André Aamodt | 1:30,65 min |
| 2.     | Austrija    | Hermann Maier       | 1:30,78 min |
| 3.     | Švicarska   | Ambrosi Hoffmann    | 1:30,98 min |
| 4.     | Kanada      | Erik Guay           | 1:31,08 min |
| 5.     | Norveška    | Aksel Lund Svindal  | 1:31,10 min |
| 6.     | Lihtenštajn | Marco Büchel        | 1:31,22 min |
| 7.     | SAD         | Scott Macartney     | 1:31,23 min |
| 8.     | Kanada      | François Bourque    | 1:31,27 min |

Datum: 18. veljače 2006., 14:45 h 

Staza: Kandahar Banchetta 

Start: 2536 m 

Cilj: 1886 m 

Visinska razlika: 650 m 

Dužina staze: 2325 m 

Startalo je 63 skijaša od kojih je 56 završilo utrku.

### Veleslalom
| Mjesto | Država    | Sportaš            | Vrijeme     |
| ------ | --------- | ------------------ | ----------- |
| 1.     | Austrija  | Benjamin Raich     | 2:35:00 min |
| 2.     | Francuska | Joël Chenal        | 2:35:07 min |
| 3.     | Austrija  | Hermann Maier      | 2:35:16 min |
| 4.     | Kanada    | François Bourque   | 2:35:92 min |
| 5.     | Švedska   | Fredrik Nyberg     | 2:36:05 min |
| 6.     | Norveška  | Aksel Lund Svindal | 2:36:06 min |
| 6.     | SAD       | Bode Miller        | 2:36:06 min |
| 8.     | Austrija  | Rainer Schönfelder | 2:36:64 min |

Datum: 20. siječnja 2006. 

1. vožnja: 10:30 h 

2. vožnja: 13:45 h 

Staza: Sises 

Start: 2480 m 

Cilj: 2030 m 

Visinska razlika: 450 m 

Odustali: Daron Rahlves, Marco Büchel, Ted Ligety, Davide Simoncelli, Felix Neureuther, Stephan Görgl

### Slalom
| Mjesto | Država   | Sportaš            | Vrijeme     |
| ------ | -------- | ------------------ | ----------- |
| 1.     | Austrija | Benjamin Raich     | 1:43,14 min |
| 2.     | Austrija | Reinfried Herbst   | 1:43,97 min |
| 3.     | Austrija | Rainer Schönfelder | 1:44,15 min |
| 4.     | Japan    | Kentaro Minagawa   | 1:44,18 min |
|        | Švedska  | André Myhrer       | 1:44,18 min |
| 6.     | Hrvatska | Ivica Kostelić     | 1:44,45 min |
| 7.     | Japan    | Naoki Yuasa        | 1:44,57 min |
| 8.     | Švedska  | Johan Brolenius    | 1:44,81 min |

Datum: 25. veljače 2006. 

1. vožnja: 15:00 h 

2. vožnja: 18:30 h 

Staza: Giovanni A. Agnelli 

Start: 2240 m 

Cilj: 2030 m 

Visinska razlika: 210 m 

Odstali: Giorgio Rocca, Alois Vogl, Bode Miller, Mario Matt, Ted Ligety, Daniel Albrecht, Felix Neureuther, Kalle Palander

### Kombinacija
| Mjesto | Država    | Sportaš            | Vrijeme 1     | Vrijeme 2     | Ukupno      |
| ------ | --------- | ------------------ | ------------- | ------------- | ----------- |
| 1.     | SAD       | Ted Ligety         | 1:41,42 (22.) | 1:27,93 (1.)  | 3:09,35 min |
| 2.     | Hrvatska  | Ivica Kostelić     | 1:40,44 (7.)  | 1:29,44 (4.)  | 3:09,88 min |
| 3.     | Austrija  | Rainer Schönfelder | 1:40,02 (3.)  | 1:30,65 (11.) | 3:10,67 min |
| 4.     | Švicarska | Daniel Albrecht    | 1:40,47 (8.)  | 1:30,26 (8.)  | 3:10,73 min |
| 5.     | Italija   | Giorgio Rocca      | 1:41,39 (21.) | 1:29,35 (3.)  | 3:10,74 min |
| 6.     | Češka     | Ondřej Bank        | 1:40,50 (9.)  | 1:30,50 (9.)  | 3:11,00 min |
| 7.     | Švicarska | Marc Berthod       | 1:41,24 (18.) | 1:29,98 (7.)  | 3:11,22 min |
| 8.     | Francuska | Pierrick Bourgeat  | 1:41,35 (20.) | 1:29,94 (6.)  | 3:11,28 min |

- Datum: 14. veljače 2006.
- 12:00 h - Spust: 

  - Staza: Kandahar Banchetta 

  - Start: 2686 m 

  - Cilj: 1886 m 

  - Visinska razlika: 800 m

- 19:30 h - Slalom: 

  - Staza: Giovanni A. Agnelli

  - Start: 2210 m 

  - Cilj: 2030 m

  - Visinska razlika: 180 m

## Žene

### Spust
| Mjesto | Država    | Sportaš               | Vrijeme     |
| ------ | --------- | --------------------- | ----------- |
| 1.     | Austrija  | Michaela Dorfmeister  | 1:56,49 min |
| 2.     | Švicarska | Martina Schild        | 1:56,86 min |
| 3.     | Švedska   | Anja Pärson           | 1:57,13 min |
| 4.     | Austrija  | Renate Götschl        | 1:57,20 min |
| 5.     | Švicarska | Nadia Styger          | 1:57,62 min |
| 6.     | Njemačka  | Petra Haltmayr        | 1:57,69 min |
| 7.     | SAD       | Julia Mancuso         | 1:57,71 min |
| 8.     | Austrija  | Alexandra Meissnitzer | 1:57,78 min |

Datum: 15. veljače 2006. 

Vrijeme utrke:12:00 h 

Staza: Fraitève 

Start: 2538 m  

Cilj: 1738 m  

Visinska razlika: 800 m 

Dužina staze: 3058 m  

Startalo je 44 skijašice od kojih je 40 završilo utrku.

### Super-G
| Mjesto | Država    | Sportaš                 | Vrijeme     |
| ------ | --------- | ----------------------- | ----------- |
| 1.     | Austrija  | Michaela Dorfmeister    | 1:32,47 min |
| 2.     | Hrvatska  | Janica Kostelić         | 1:32,74 min |
| 3.     | Austrija  | Alexandra Meissnitzer   | 1:33,06 min |
| 4.     | Kanada    | Kelly VanderBeek        | 1:33,09 min |
| 5.     | Francuska | Carole Montillet-Carles | 1:33,31 min |
| 6.     | Švicarska | Martina Schild          | 1:33,33 min |
| 7.     | SAD       | Lindsey Kildow          | 1:33,42 min |
| 8.     | Italija   | Lucia Recchia           | 1:33,48 min |

Datum: 20. veljače 2006. 

Vrijeme utrke: 14:45 h 

Staza: Fraitève  

Start: 2286 m  

Cilj: 1738 m 

Visinska razlika: 548 m 

Dužina staze: 2331 m 

Startalo je 54 skijašice od kojih je 51 završilo utrku.
Utrka je trebala biti održana 19. veljače, ali je zbog loših vremenskih prilika odgođena za jedan dan na 20. veljače.

### Veleslalom
| Mjesto | Država   | Sportaš          | Vrijeme     |
| ------ | -------- | ---------------- | ----------- |
| 1.     | SAD      | Julia Mancuso    | 2:09,19 min |
| 2.     | Finska   | Tanja Poutiainen | 2:09,86 min |
| 3.     | Švedska  | Anna Ottosson    | 2:10,33 min |
| 4.     | Austrija | Nicole Hosp      | 2:10,66 min |
| 5.     | Kanada   | Geneviève Simard | 2:10,73 min |
| 6.     | Švedska  | Anja Pärson      | 2:10,96 min |
| 7.     | Austrija | Kathrin Zettel   | 2:11,35 min |
| 8.     | Italija  | Nadia Fanchini   | 2:11,46 min |

Datum: 24. veljače 2006. 

Vrijeme utrke: 

1. vožnja: 09:30 h  

2. vožnja: 13:00 h  

Staza: Sises  

Start: 2370 m  

Cilj: 2030 m 

Visinska razlika: 340 m 

### Slalom
| Mjesto | Država   | Sportaš              | Vrijeme     |
| ------ | -------- | -------------------- | ----------- |
| 1.     | Švedska  | Anja Pärson          | 1:29,04 min |
| 2.     | Austrija | Nicole Hosp          | 1:29,33 min |
| 3.     | Austrija | Marlies Schild       | 1:29,79 min |
| 4.     | Hrvatska | Janica Kostelić      | 1:29,94 min |
| 5.     | Austrija | Michaela Kirchgasser | 1:30,28 min |
| 6.     | Finska   | Tanja Poutiainen     | 1:30,79 min |
| 7.     | Njemačka | Annemarie Gerg       | 1:30,89 min |
| 8.     | Italija  | Chiara Costazza      | 1:31,08 min |
|        | Švedska  | Therese Borssén      | 1:31,08 min |

Datum: 22. veljače 2006. 

Vrijeme utrke:
1. vožnja - 14:45 h  

2. vožnja - 17:45 h  

Staza: Giovanni A. Agnelli 

Start: 2210 m  

Cilj: 2030 m 

Visinska razlika: 180 m 

### Kombinacija
| Mjesto | Država   | Sportaš                 | Vrijeme 1     | Vrijeme 2     | Ukupno      |
| ------ | -------- | ----------------------- | ------------- | ------------- | ----------- |
| 1.     | Hrvatska | Janica Kostelić         | 1:29,40 (1.)  | 1:21,68 (2.)  | 2:51,08 min |
| 2.     | Austrija | Marlies Schild          | 1:30,36 (7.)  | 1:21,22 (1.)  | 2:51,58 min |
| 3.     | Švedska  | Anja Pärson             | 1:29,57 (2.)  | 1:22,06 (4.)  | 2:51,63 min |
| 4.     | Austrija | Kathrin Zettel          | 1:30,66 (8.)  | 1:21,75 (3.)  | 2:52,41 min |
| 5.     | Austrija | Nicole Hosp             | 1:31,14 (13.) | 1:22,07 (5.)  | 2:53,21 min |
| 6.     | Austrija | Michaela Kirchgasser    | 1:31,02 (11.) | 1:22,46 (6.)  | 2:53,48 min |
| 7.     | Njemačka | Martina Ertl-Renz       | 1:31,08 (12.) | 1:23,20 (7.)  | 2:54,28 min |
| 8.     | Švedska  | Jessica Lindell-Vikarby | 1:30,19 (6.)  | 1:25,00 (15.) | 2:55,19 min |

- Datum: 18. veljače 2006.
- 15:30 h - Spust 

  - Staza: Kandahar Banchetta 

  - Start: 2286 m 

  - Cilj: 1738 m 

  - Visinska razlika: 548 m 

  - Dužina staze: 2331 m

- Datum: 17. veljače 2006.
- 17:00 h - Slalom 1. vožnja
- 19:30 h - Slalom 2. vožnja 

  - Staza: Giovanni A. Agnelli 

  - Start: 2170 m 

  - Cilj: 2030 m 

  - Visinska razlika: 140 m

Startalo je 45 skijašica od kojih je 30 završilo utrku.